# 다카라즈카 가극단 101기생
다카라즈카 가극단 101기생은 2013년 4월에 다카라즈카 음악학교에 입학, 2015년 3월에 다카라즈카 가극단에 입단한 40명을 가리킨다.

## 개요
2013년 음악학교 수험자 수는 880명, 합격자 40명, 경쟁률 22:1 이었다.
첫무대의 연목은 츠키구미 공연 「1789-바스티유의 연인들-」이다.
6월 2일자로 조배속이 이루어졌다.
| 신인공연      | 바우홀        | 동상공연    | 에트와르    |
| ------------- | ------------- | ----------- | ----------- |
| 레이카 하루   | 아가타 센     | 아마시 쥬리 | 사키노 미온 |
| 아가타 센     | 타카토 치아키 |             |             |
| 아오미 사리오 | 아마시 쥬리   |             |             |
| 타카토 치아키 |               |             |             |
| 아마시 쥬리   |               |             |             |
| 유이 카렌     |               |             |             |
| 세이라 히토미 |               |             |             |

## 주요 학생

### OG
- 세이라 히토미 : 전 전과 여역
- 유이 카렌 : 전 츠키구미 여역

### 현역
- 아마시 쥬리 : 츠키구미 톱여역
- 레이카 하루 : 츠키구미 남역
- 아가타 센 : 유키구미 남역
- 아오미 사리오 : 호시구미 남역
- 타카토 치아키 : 소라구미 남역

## 일람 (20/40)
| 예명            | 생일      | 출신지                | 출신 학교                     | 신장 | 애칭                | 역할 | 퇴단년도 | 비고                                  |
| --------------- | --------- | --------------------- | ----------------------------- | ---- | ------------------- | ---- | -------- | ------------------------------------- |
| 鷹翔千空        | 5월 18일  | 시가현 쿠사츠시       | 현립히가시오우츠고교          | 175  | 콧티                | 남역 |          |                                       |
| 타카토 치아키   | 5월 18일  | 시가현 쿠사츠시       | 현립히가시오우츠고교          | 175  | 콧티                | 남역 |          |                                       |
| 天紫珠李        | 1월 10일  | 도쿄도 세타가야구     | 타마가와세이가쿠인            | 169  | 마리코, 쥬리앙      | 남역 |          | 후에 여역 전환                        |
| 아마시 쥬리     | 1월 10일  | 도쿄도 세타가야구     | 타마가와세이가쿠인            | 169  | 마리코, 쥬리앙      | 남역 |          | 후에 여역 전환                        |
| 愛乃一真        | 2월 10일  | 카나가와현 카와사키시 | 토이타여자고교                | 172  | 사나, 카즈마        | 남역 |          |                                       |
| 마노 카즈마     | 2월 10일  | 카나가와현 카와사키시 | 토이타여자고교                | 172  | 사나, 카즈마        | 남역 |          |                                       |
| 縣千            | 2월 10일  | 교토부 우지시         | 부립토도고교                  | 171  | 치사토              | 남역 |          |                                       |
| 아가타 센       | 2월 10일  | 교토부 우지시         | 부립토도고교                  | 171  | 치사토              | 남역 |          |                                       |
| 碧海さりお      | 6월 16일  | 이시카와현 카나자와시 | 세이료고교                    | 169  | 챠리-, 챠리오       | 남역 |          |                                       |
| 아오미 사리오   | 6월 16일  | 이시카와현 카나자와시 | 세이료고교                    | 169  | 챠리-, 챠리오       | 남역 |          |                                       |
| 夏葉ことり      | 8월 11일  | 사이타마현 아사카시   | 시립아사카제3중학             | 162  | 쵸보, 미하          | 여역 | 2020년   |                                       |
| 나츠하 코토리   | 8월 11일  | 사이타마현 아사카시   | 시립아사카제3중학             | 162  | 쵸보, 미하          | 여역 | 2020년   |                                       |
| 咲乃深音        | 6월 29일  | 효고현 다카라즈카시   | 시립히카리가오카중학          | 164  | 유-키, 사키노       | 여역 |          |                                       |
| 사키노 미온     | 6월 29일  | 효고현 다카라즈카시   | 시립히카리가오카중학          | 164  | 유-키, 사키노       | 여역 |          |                                       |
| 芹尚英          | 7월 11일  | 오사카부 오사카시     | 소우아이고교                  | 170  | 탓쨩, 타츠티-, 에이 | 남역 | 2022년   | 동생 하온 미카 (103)                  |
| 세리나 에이     | 7월 11일  | 오사카부 오사카시     | 소우아이고교                  | 170  | 탓쨩, 타츠티-, 에이 | 남역 | 2022년   | 동생 하온 미카 (103)                  |
| 真名瀬みら      | 8월 2일   | 시가현 오우츠시       | 도시샤여자고교                | 173  | 마나, 돗티          | 남역 |          |                                       |
| 마나세 리라     | 8월 2일   | 시가현 오우츠시       | 도시샤여자고교                | 173  | 마나, 돗티          | 남역 |          |                                       |
| 颯香凜          | 12월 18일 | 미국 네바다주         | 라스베거스아카데미            | 170  | 사야, Christina     | 남역 |          |                                       |
| 사야카 린       | 12월 18일 | 미국 네바다주         | 라스베거스아카데미            | 170  | 사야, Christina     | 남역 |          |                                       |
| 日和春磨        | 6월 11일  | 치바현 마츠도시       | 현립야쿠엔다이고교            | 170  | 이즈미코            | 남역 | 2023년   |                                       |
| 히요리 하루마   | 6월 11일  | 치바현 마츠도시       | 현립야쿠엔다이고교            | 170  | 이즈미코            | 남역 | 2023년   |                                       |
| 夕陽真輝        | 7월 26일  | 오사카부 스이타시     | 부립유우히가오카고교          | 172  | 사카모치            | 남역 |          |                                       |
| 유우히 마키     | 7월 26일  | 오사카부 스이타시     | 부립유우히가오카고교          | 172  | 사카모치            | 남역 |          |                                       |
| 結愛かれん      | 9월 6일   | 아이치현 나고야시     | 세이레이중학                  | 162  | 유-유               | 여역 | 2023년   |                                       |
| 유이 카렌       | 9월 6일   | 아이치현 나고야시     | 세이레이중학                  | 162  | 유-유               | 여역 | 2023년   |                                       |
| 彩音星凪        | 6월 21일  | 홋카이도 우류군       | 누마타쵸립누마타중학          | 173  | 카논                | 남역 | 2024년   |                                       |
| 아야오토 세나   | 6월 21일  | 홋카이도 우류군       | 누마타쵸립누마타중학          | 173  | 카논                | 남역 | 2024년   |                                       |
| 凜香百音        | 10월 5일  | 도쿄도 메구로구       | 도쿄죠가쿠칸고교              | 163  | 모모카, 모네        | 여역 | 2019년   |                                       |
| 린카 모네       | 10월 5일  | 도쿄도 메구로구       | 도쿄죠가쿠칸고교              | 163  | 모모카, 모네        | 여역 | 2019년   |                                       |
| 優美せりな      | 2월 3일   | 사이타마현 아사카시   | 메구로구립히가시야마중학      | 164  | 시마몽, 시마쨩      | 여역 | 2019년   |                                       |
| 유리 세리나     | 2월 3일   | 사이타마현 아사카시   | 메구로구립히가시야마중학      | 164  | 시마몽, 시마쨩      | 여역 | 2019년   |                                       |
| 礼華はる        | 10월 8일  | 도쿄도 분쿄구         | 일본여자대학부속고교          | 178  | 미-, 미야하루       | 남역 |          |                                       |
| 레이카 하루     | 10월 8일  | 도쿄도 분쿄구         | 일본여자대학부속고교          | 178  | 미-, 미야하루       | 남역 |          |                                       |
| 惟吹優羽        | 2월 11일  | 효고현 카고가와시     | 쇼인고교                      | 170  | 이부키              | 남역 |          |                                       |
| 이부키 유우하   | 2월 11일  | 효고현 카고가와시     | 쇼인고교                      | 170  | 이부키              | 남역 |          |                                       |
| 翼杏寿          | 1월 28일  | 도쿄도 메구로구       | 여자미술대학부속고교          | 170  | 안쥬                | 남역 |          |                                       |
| 츠바사 안쥬     | 1월 28일  | 도쿄도 메구로구       | 여자미술대학부속고교          | 170  | 안쥬                | 남역 |          |                                       |
| 雪輝れんや      | 6월 8일   | 카나가와현 에비나시   | 현립에비나고교                | 173  | 요네, 렌야          | 남역 |          |                                       |
| 세츠키 렌야     | 6월 8일   | 카나가와현 에비나시   | 현립에비나고교                | 173  | 요네, 렌야          | 남역 |          |                                       |
| 琴羽りり        | 7월 28일  | 오사카부 오사카시     | 테즈카야마가쿠인고교          | 161  | 리이, 유이카        | 여역 | 2024년   | 할머니 와카스미 카호루 (37)           |
| 코토하네 리리   | 7월 28일  | 오사카부 오사카시     | 테즈카야마가쿠인고교          | 161  | 리이, 유이카        | 여역 | 2024년   | 할머니 와카스미 카호루 (37)           |
| 水音志保        | 8월 2일   | 치바현 치바시         | 현립치바히가시고교            | 162  | 시호                | 여역 | 2025년   | 동생 치하야 마오 (104)                |
| 미즈네 시호     | 8월 2일   | 치바현 치바시         | 현립치바히가시고교            | 162  | 시호                | 여역 | 2025년   | 동생 치하야 마오 (104)                |
| 花城さあや      | 12월 21일 | 효고현 다카라즈카시   | 고베쇼인고교                  | 161  | 사호, 오쟈, 사아야  | 여역 |          |                                       |
| 하나시로 사야카 | 12월 21일 | 효고현 다카라즈카시   | 고베쇼인고교                  | 161  | 사호, 오쟈, 사아야  | 여역 |          |                                       |
| 花時舞香        | 9월 14일  | 도쿄도 분쿄구         | 카와무라가쿠엔고교            | 163  | 쇼코, 마이카        | 여역 |          |                                       |
| 하나토키 마이카 | 9월 14일  | 도쿄도 분쿄구         | 카와무라가쿠엔고교            | 163  | 쇼코, 마이카        | 여역 |          |                                       |
| 美華もなみ      | 8월 21일  | 도쿄도 나카노구       | 여자미술대학부속고교          | 160  | 미카, 미카코        | 여역 | 2020년   |                                       |
| 미카 모나미     | 8월 21일  | 도쿄도 나카노구       | 여자미술대학부속고교          | 160  | 미카, 미카코        | 여역 | 2020년   |                                       |
| 彩園ひな        | 3월 3일   | 미야자키현 쿠시마시   | 현립후쿠시마고교              | 165  | 카토피              | 여역 | 2024년   |                                       |
| 아야조노 히나   | 3월 3일   | 미야자키현 쿠시마시   | 현립후쿠시마고교              | 165  | 카토피              | 여역 | 2024년   |                                       |
| 麻斗海伶        | 10월 24일 | 이시카와현 노노이치시 | 세이료고교                    | 175  | 사에                | 남역 |          |                                       |
| 아사토 미레     | 10월 24일 | 이시카와현 노노이치시 | 세이료고교                    | 175  | 사에                | 남역 |          |                                       |
| 朝澄希          | 8월 13일  | 카나가와현 요코하마시 | 키요이즈마죠가쿠인고교        | 168  | 마레, 아챠-         | 남역 | 2021년   |                                       |
| 아사즈미 마레   | 8월 13일  | 카나가와현 요코하마시 | 키요이즈마죠가쿠인고교        | 168  | 마레, 아챠-         | 남역 | 2021년   |                                       |
| 涼香希南        | 9월 9일   | 효고현 니시노미야시   | 니가와가쿠인고교              | 171  | 키나, 리코          | 남역 |          | 쌍둥이 동생 코우미 나츠호 (101기)     |
| 료카 키나       | 9월 9일   | 효고현 니시노미야시   | 니가와가쿠인고교              | 171  | 키나, 리코          | 남역 |          | 쌍둥이 동생 코우미 나츠호 (101기)     |
| 麻倉しずく      | 7월 30일  | 오카야마현 쿠라시키시 | 산요여자고교                  | 165  | 리나, 시즈쿠        | 여역 | 2021년   |                                       |
| 아사쿠라 시즈쿠 | 7월 30일  | 오카야마현 쿠라시키시 | 산요여자고교                  | 165  | 리나, 시즈쿠        | 여역 | 2021년   |                                       |
| 甲海夏帆        | 9월 9일   | 효고현 니시노미야시   | 시립니시노미야고교            | 172  | 코우미, 마리        | 남역 |          | 쌍둥이 언니 료카 치나 (101)           |
| 코우미 나츠호   | 9월 9일   | 효고현 니시노미야시   | 시립니시노미야고교            | 172  | 코우미, 마리        | 남역 |          | 쌍둥이 언니 료카 치나 (101)           |
| 天翔さくら      | 1월 26일  | 오사카부 오사카시     | 테즈카야마고교                | 168  | 사쿠, 사쿠라        | 남역 | 2019년   |                                       |
| 아마카케 사쿠라 | 1월 26일  | 오사카부 오사카시     | 테즈카야마고교                | 168  | 사쿠, 사쿠라        | 남역 | 2019년   |                                       |
| 龍季澪          | 1월 13일  | 미국 텍사스주         | 벨 에어 하이스쿨              | 171  | 묘-죠-              | 남역 |          |                                       |
| 타츠키 미오     | 1월 13일  | 미국 텍사스주         | 벨 에어 하이스쿨              | 171  | 묘-죠-              | 남역 |          |                                       |
| 佳乃百合香      | 11월 18일 | 교토부 교토시         | 교토성모학원고교              | 163  | 카나                | 여역 | 2022년   |                                       |
| 요시노 유리카   | 11월 18일 | 교토부 교토시         | 교토성모학원고교              | 163  | 카나                | 여역 | 2022년   |                                       |
| 望月篤乃        | 7월 15일  | 후쿠오카현 쿠루메시   | 쿠루메가쿠엔고교              | 170  | 교교, 사치코        | 남역 | 2021년   |                                       |
| 모치즈키 아츠노 | 7월 15일  | 후쿠오카현 쿠루메시   | 쿠루메가쿠엔고교              | 170  | 교교, 사치코        | 남역 | 2021년   |                                       |
| 草薙稀月        | 4월 25일  | 아이치현 나고야시     | 미나미야마고교 여자부         | 172  | 모모카, 나기        | 남역 | 2021년   |                                       |
| 쿠사나기 키즈키 | 4월 25일  | 아이치현 나고야시     | 미나미야마고교 여자부         | 172  | 모모카, 나기        | 남역 | 2021년   |                                       |
| 星蘭ひとみ      | 5월 26일  | 도쿄도 미나토구       | 가쿠슈인여자고등과            | 164  | 히토밍, 마유        | 여역 | 2020년   |                                       |
| 세이라 히토미   | 5월 26일  | 도쿄도 미나토구       | 가쿠슈인여자고등과            | 164  | 히토밍, 마유        | 여역 | 2020년   |                                       |
| 鷺世燿          | 6월 23일  | 오사카부 오사카시     | 오사카성모학원고교            | 174  | 삿탕                | 남역 | 2018년   |                                       |
| 사기세 요우     | 6월 23일  | 오사카부 오사카시     | 오사카성모학원고교            | 174  | 삿탕                | 남역 | 2018년   |                                       |
| 青羽ひかり      | 3월 23일  | 후쿠오카현 카스야군   | 후쿠오카공업대학부속 죠토고교 | 175  | 미소, 히카          | 남역 | 2015년   | 초무대 휴연 복귀하지 않고 그대로 퇴단 |
| 아오바 히카리   | 3월 23일  | 후쿠오카현 카스야군   | 후쿠오카공업대학부속 죠토고교 | 175  | 미소, 히카          | 남역 | 2015년   | 초무대 휴연 복귀하지 않고 그대로 퇴단 |
| 湖々さくら      | 7월 16일  | 도쿄도 신주쿠구       | 후타바고교                    | 162  | 사쿠라              | 여역 |          |                                       |
| 코코 사쿠라     | 7월 16일  | 도쿄도 신주쿠구       | 후타바고교                    | 162  | 사쿠라              | 여역 |          |                                       |